# Сейнт Клеърс
Сейнт Клѐърс (на английски: St Clears; на уелски: Sanclêr, Санклѐер) е град в Южен Уелс, графство Кармартъншър. Разположен е около река Таав на около 75 km на северозапад от столицата Кардиф. На около 10 km на север от Сейнт Клеърс се намира главният административен център на графството Кармартън. На около 25 km на югоизток от Сейнт Клеърс се намира най-големият град в графството Ланели. Шосеен транспортен възел. Има жп гара. Населението му е 2820 жители според данни от преброяването през 2001 г.